# Colonia Emiliano Zapata, Campeche
Colonia Emiliano Zapata är en ort i Mexiko.   Den ligger i kommunen Carmen och delstaten Campeche, i den sydöstra delen av landet, 700 km öster om huvudstaden Mexico City. Colonia Emiliano Zapata ligger 3 meter över havet och antalet invånare är 1 311.
Terrängen runt Colonia Emiliano Zapata är mycket platt. Havet är nära Colonia Emiliano Zapata norrut. Runt Colonia Emiliano Zapata är det glesbefolkat, med 11 invånare per kvadratkilometer. Colonia Emiliano Zapata är det största samhället i trakten.